# Râpa „La Chetrărie”

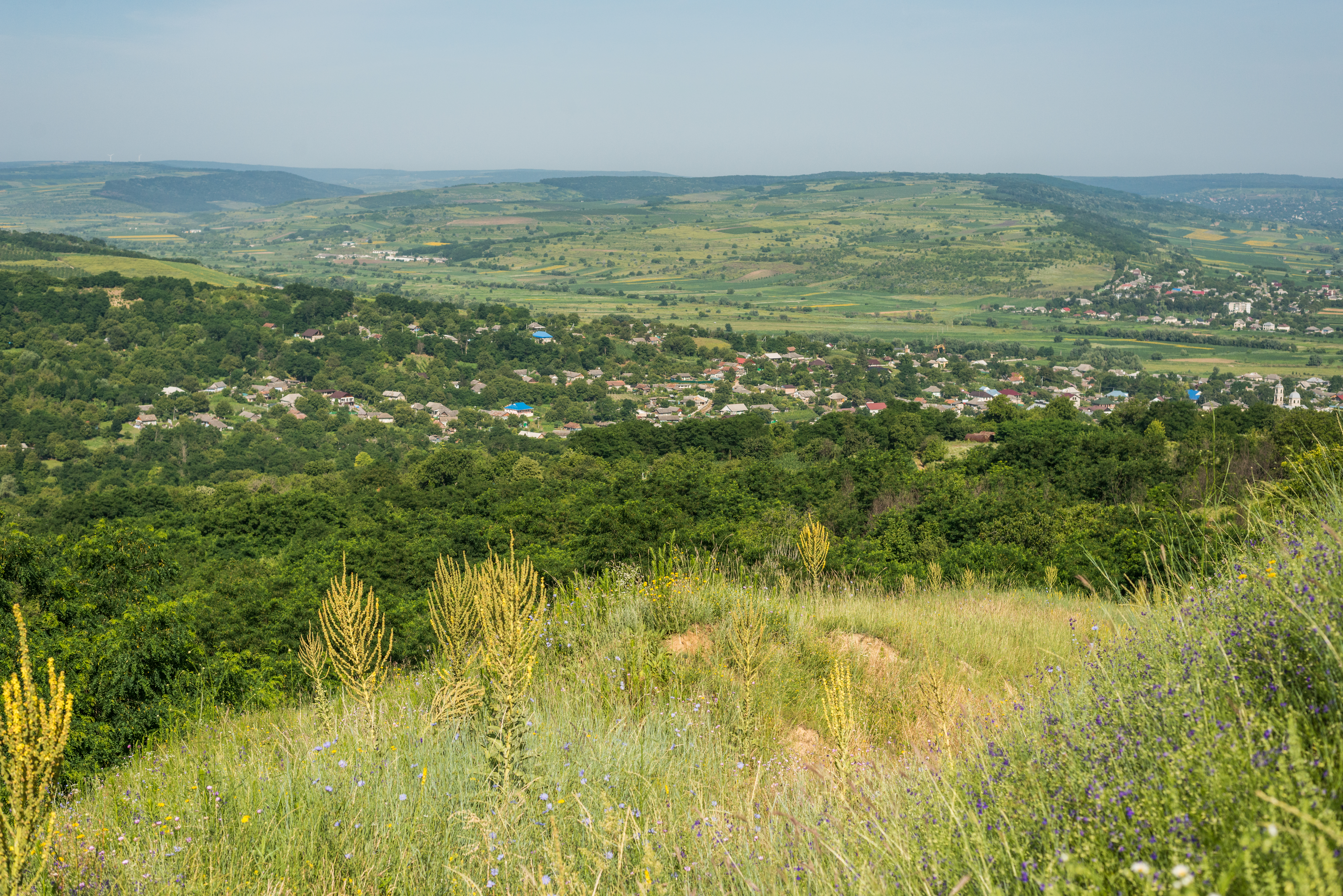
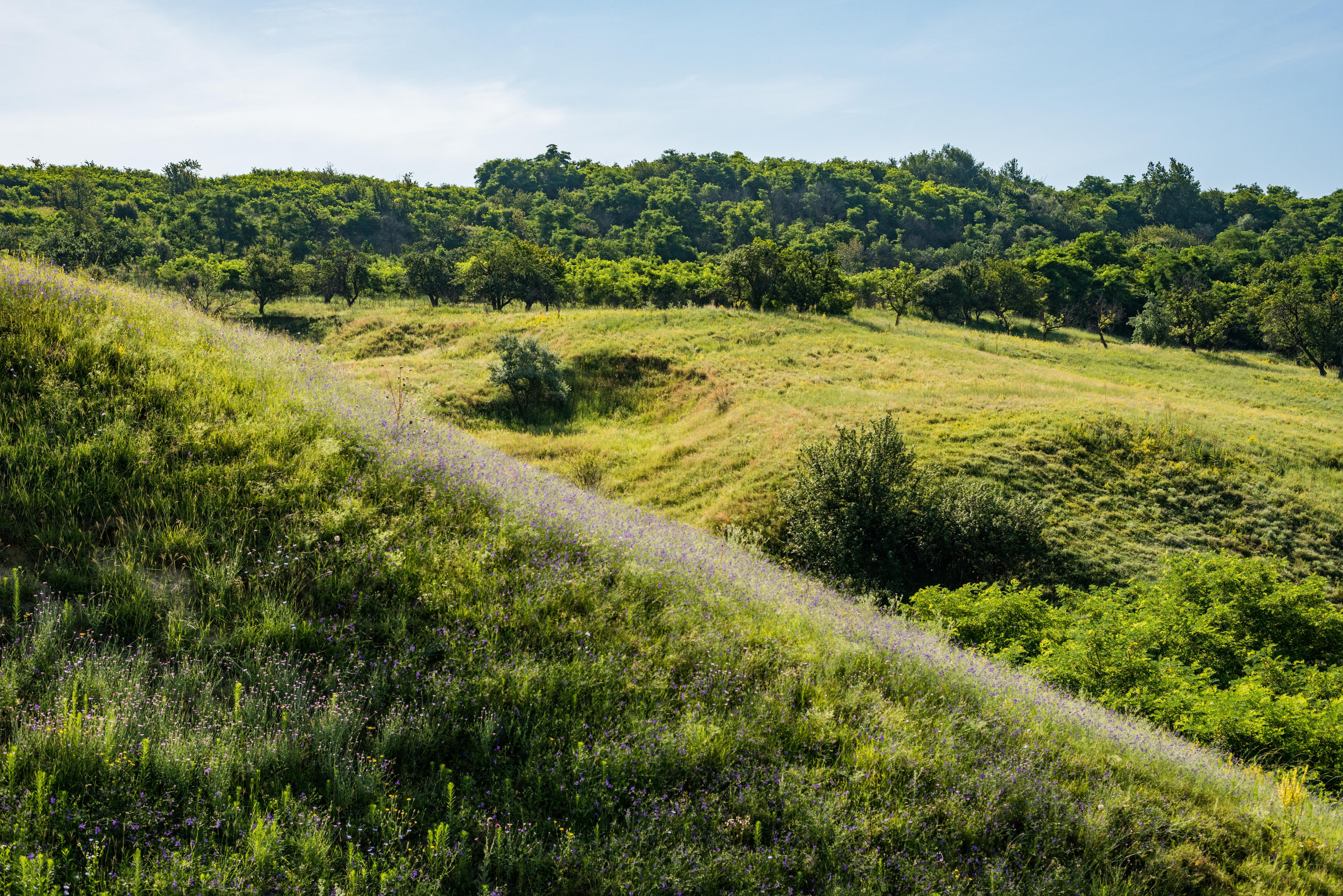
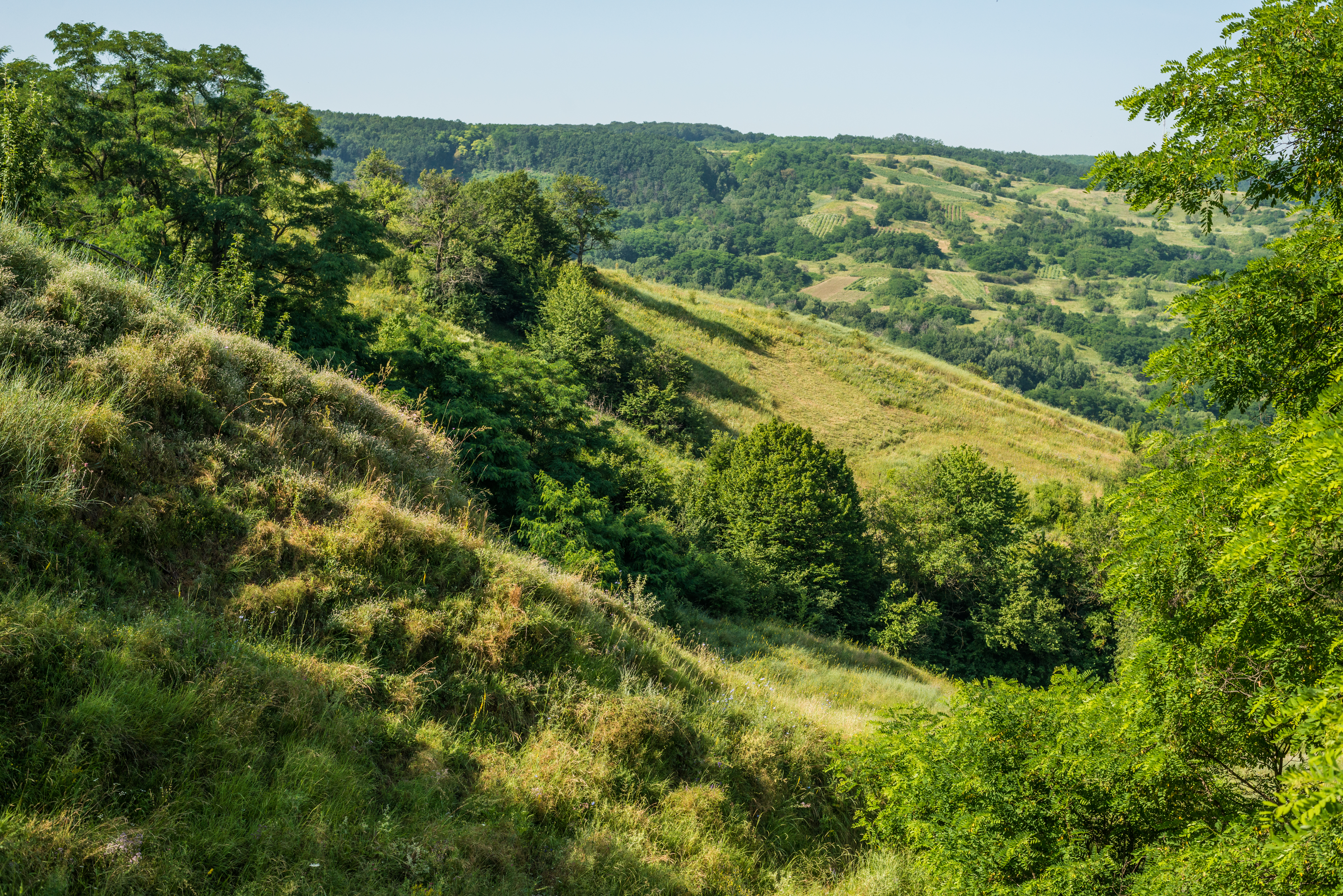
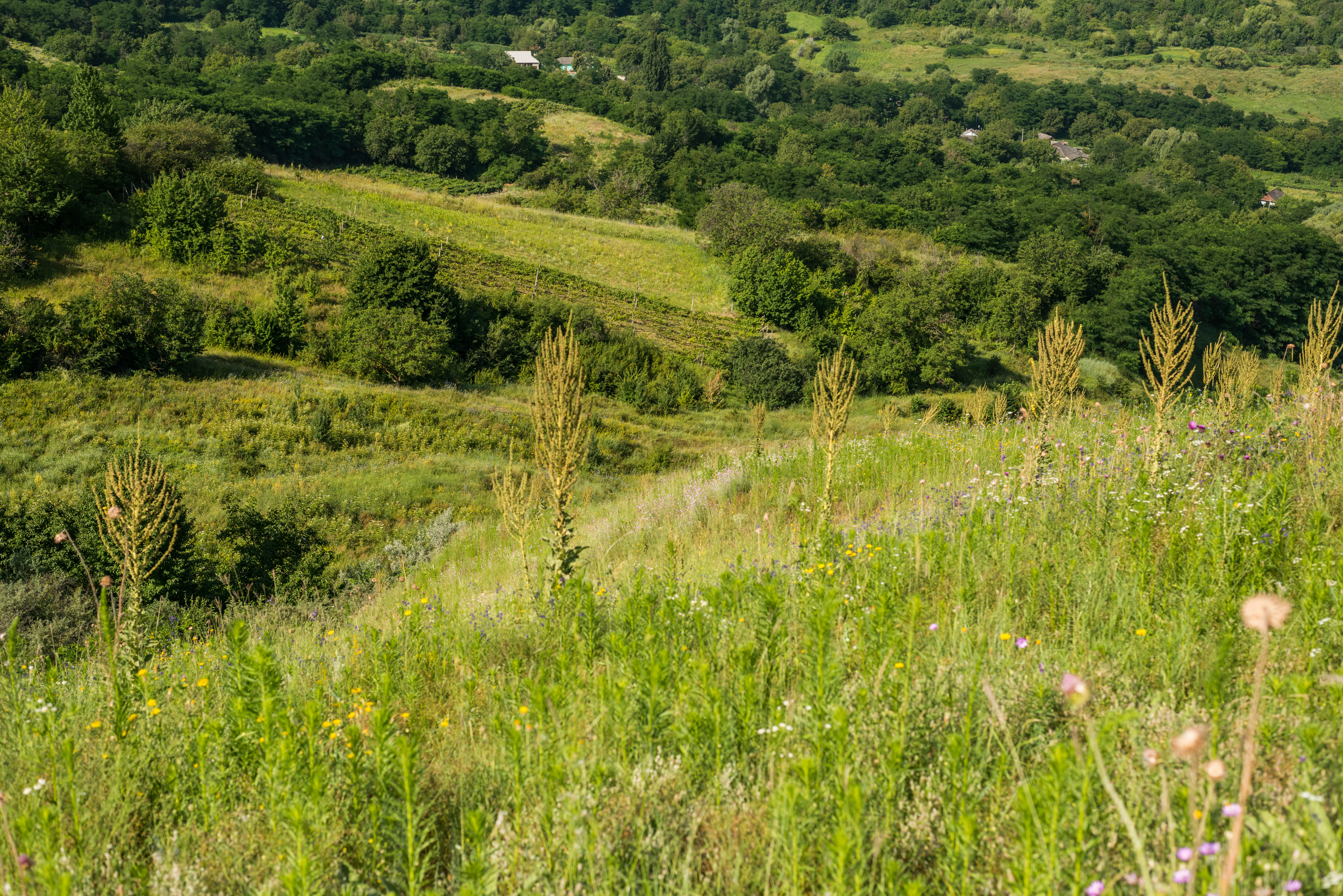
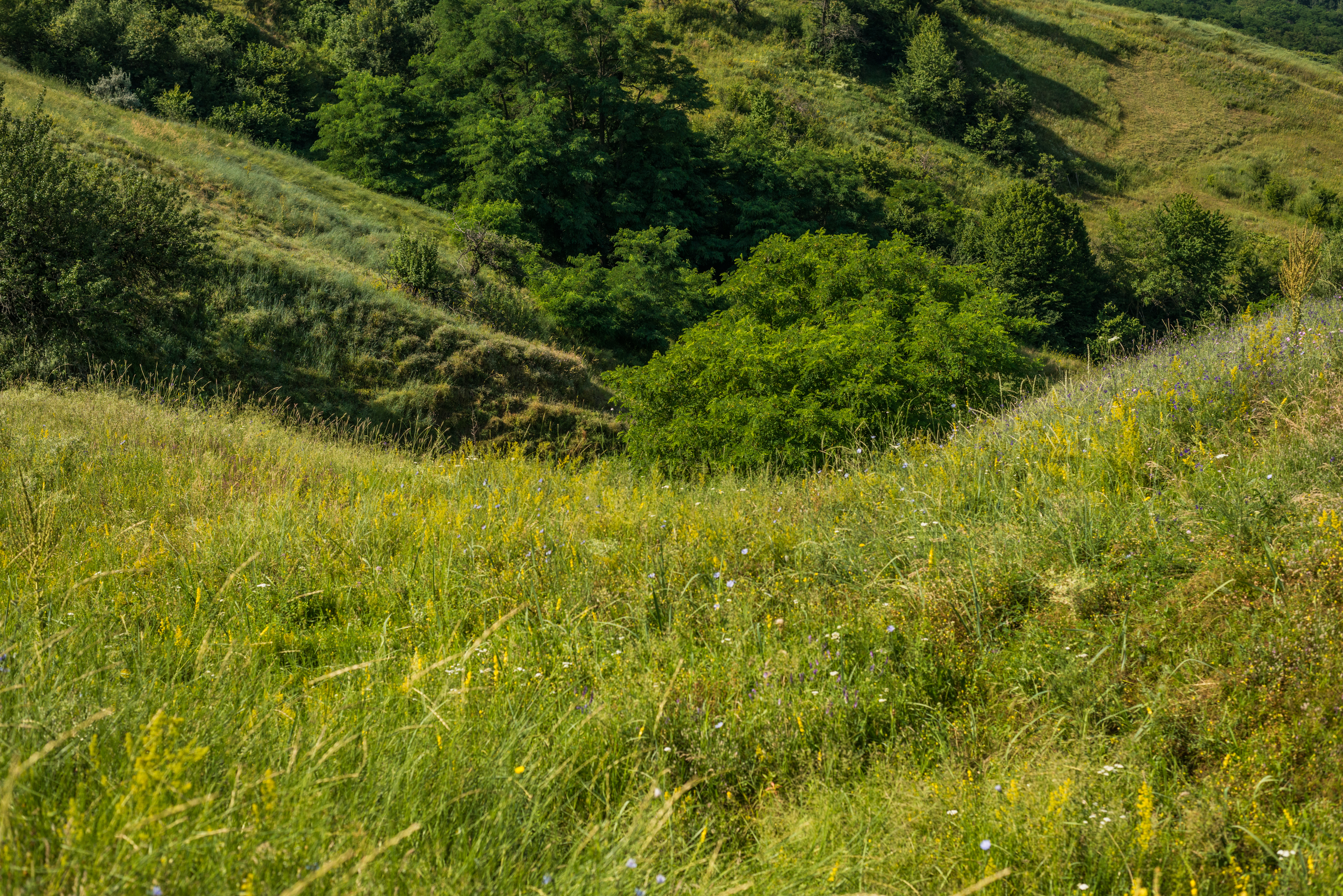
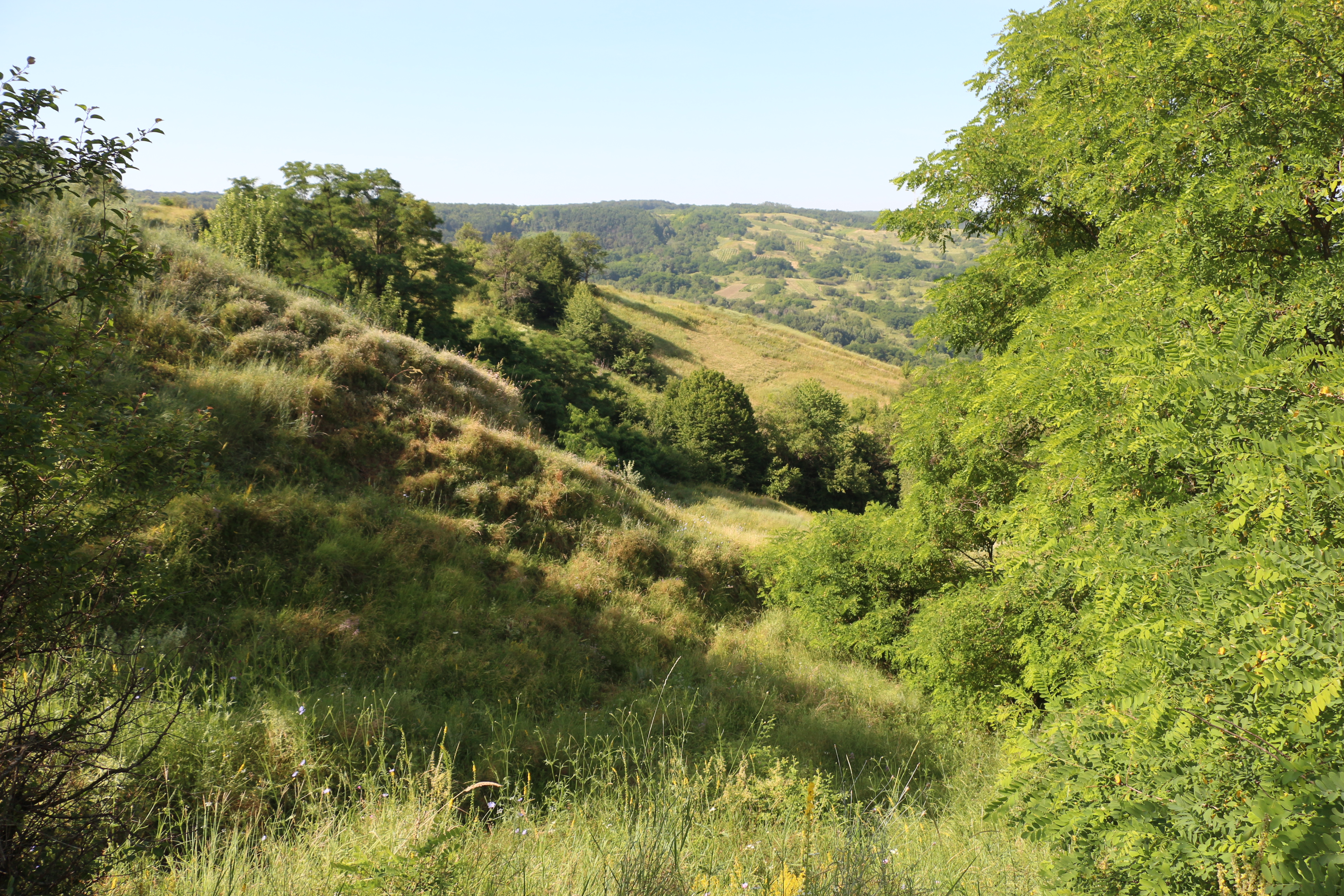
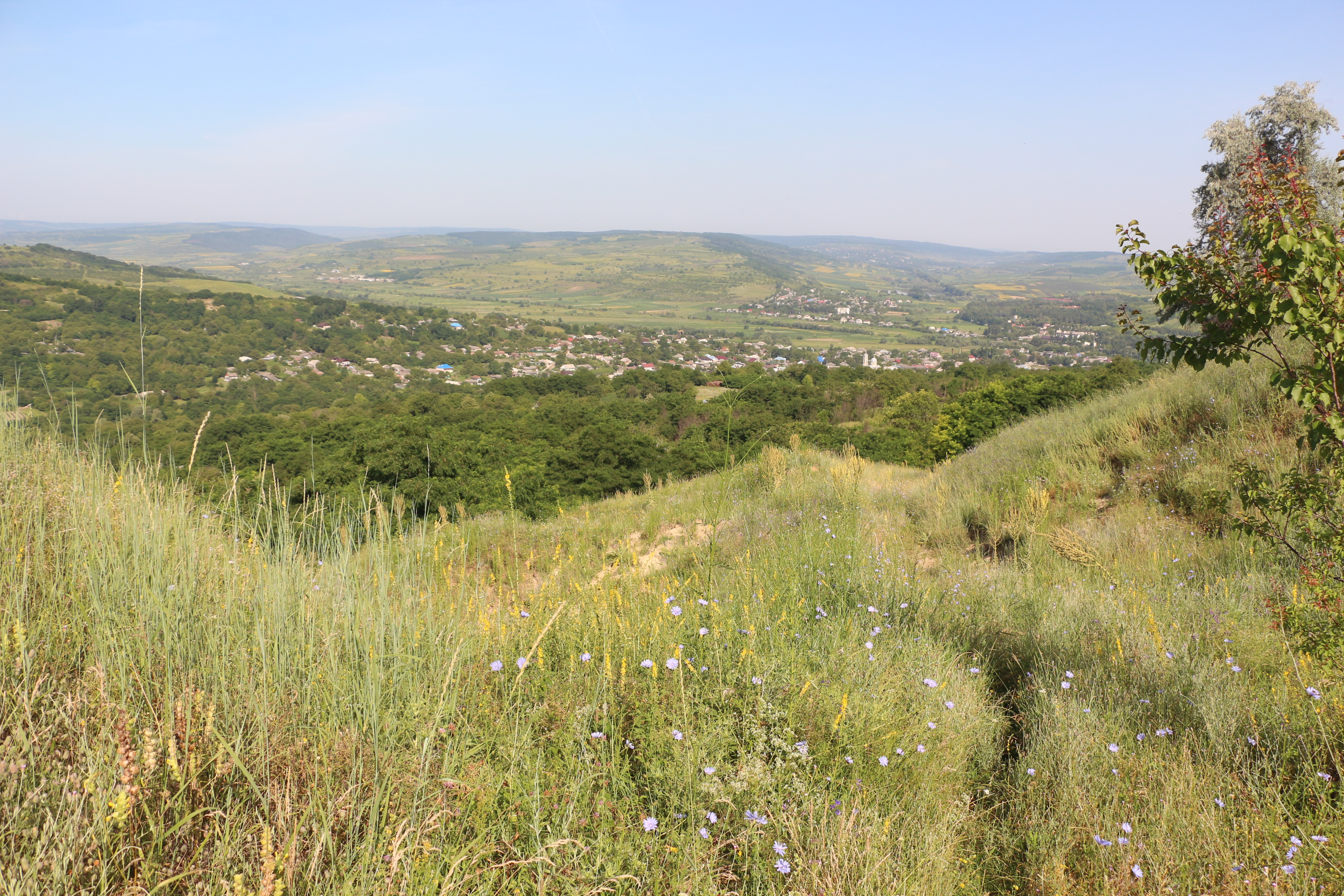
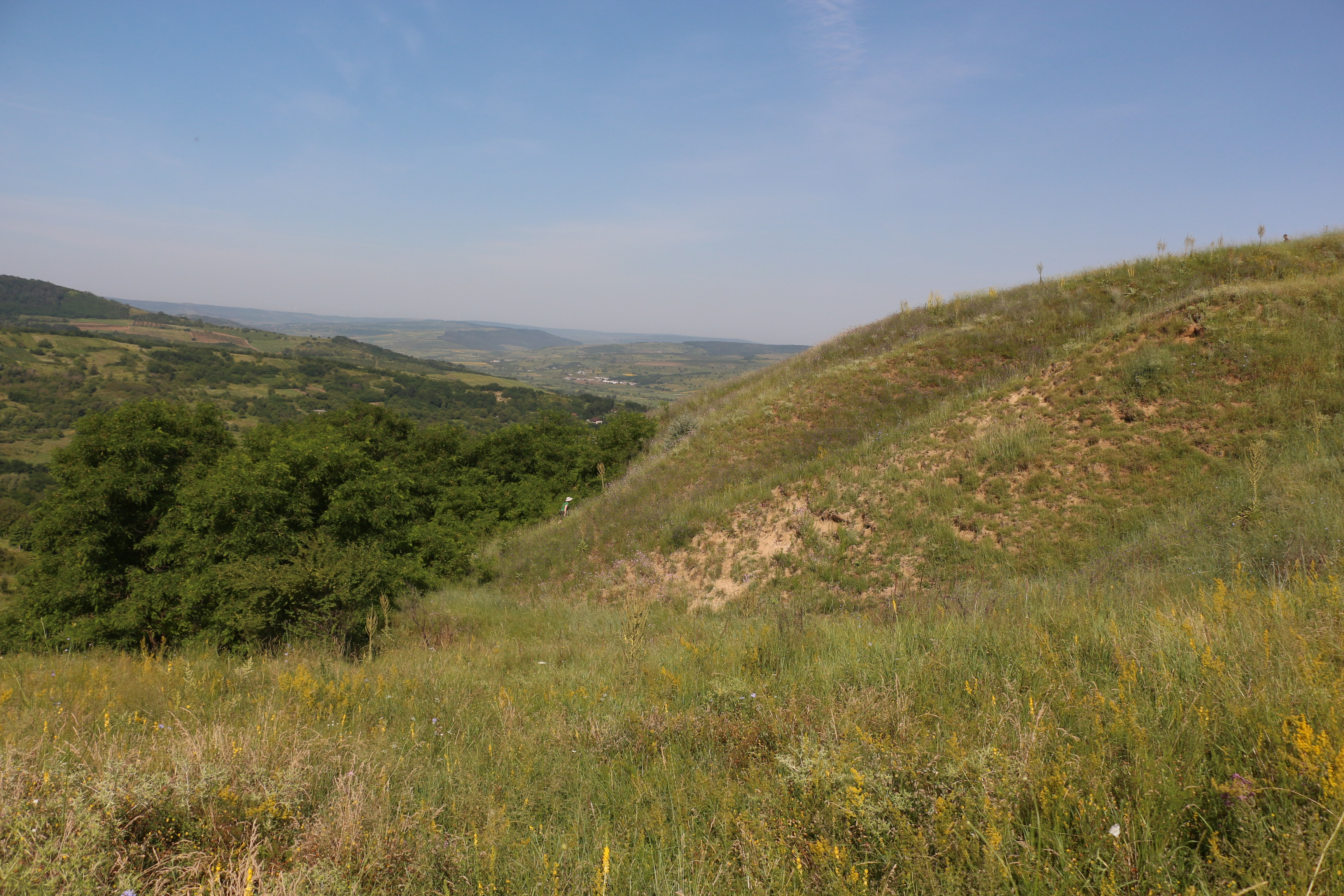

Râpa „La Chetrărie” este un monument al naturii de tip geologic sau paleontologic în raionul Strășeni, Republica Moldova. Este amplasat la est de satul Vorniceni. Are o suprafață de 3 ha. Obiectul este administrat de Primăria satului Vorniceni.